# Rovinjsko Selo
Rovinjsko Selo (olaszul: Villa di Rovigno) falu Horvátországban, Isztria megyében. Közigazgatásilag még Rovinjhoz tartozik.

## Fekvése
Az Isztriai-félsziget nyugati részén, Rovinj belvárosától 8 km-re északkeletre, a Kanfanarra menő út mentén fekszik. Mára Rovinjnak szinte elővárosává vált. Településrészei Rudelići, Čupići, Morovi, Vičani az ott régóta lakó családok neveit viselik.

## Története
Rovinjsko Selo területe már ősidők óta lakott, területén több történelem előtti település nyomai is megtalálhatók (összesen 24 régészeti lelőhelye van, melyek közül Gumila, Gradina, Kanaštrak az említésre méltók).  Közülük több a római korban is lakott erődített település volt. Maga Rovinjsko Selo azonban csak a 16. században keletkezett. A települést 1525-ben a morlákoknak (a dalmát partvidék szláv lakói) nevezett betelepülők egy csoportja alapította. A korabeli dokumentumok szerint a Branković, Zorzić, Vratović, Starić családok és mások, akik Zára környékéről a török terjeszkedés elől menekültek és a velencei hatóságok segítségével telepedtek le ezen a helyen. A régi írások szerint gyakran kerültek összetűzésbe a rovinji káptalannal. Vita volt az adózási kötelezettség, a marhák által okozott károk, a nyelvet és az írást ismerő papok állítása, illetve a szláv nyelvű mise kérdésében.  A falut a zsupán, míg a várost a káptalan képviselte. 1844-ben megnyílt a horvát iskola. 1876-ban egy fiatal tanár érkezett a faluba Stjepan Žiža, aki a Nova Vashoz tartozó Kosinožićiből származott. Žiža a horvát nemzeti újjászületés híve, a nemzeti kincs, a népszokások, népi énekek lelkes gyűjtője volt, aki nagyban emelete a falu lakóinak műveltségét és megalapította a kulturális egyesületét. Az ő kezdeményezésére jött létre 1898-ban a nemzeti olvasókör, majd a könyvtár is.  A falunak 1857-ben 490, 1910-ben 837 lakosa volt. Az első világháború következményei nagy politikai változásokta hoztak az Isztrián. 1920-tól 1943-ig az Isztriával együtt olasz uralom alá tartozott. Az olasz kapitulációt (1943. szeptember 8.) követően az Isztria német megszállás alá került, mely 1945-ig tartott. A falu lakói közül sokan aktívan részt vettek a nemzeti felszabadító hadsereg harcaiban. A település végül csak 1945 május elején szabadult fel. A háborút hosszas diplomáciai harc követte Jugoszlávia és Olaszország között az Isztria birtoklásáért. Az 1947-es párizsi békekonferencia Jugoszláviának ítélte. A háború után folytatódott a  lakosság csökkenése. A fiatalok többségben a városokba költöztek. A növekedés csak az 1960-as években indult meg, amikor a lakosság számának csökkenése is megállt. Mindez a turizmus fellendülésvel függött össze, mely egyre inkább a gazdaság vezető ágazata lett. Sokat foglalkozott a falu történetével és hagyományaival dr Vjekoslav Bratulić aki megírta a település monográfiáját „Rovinjsko selo: monografija jednog istarskog sela” (Rovinjsko Selo: egy isztriai falu monográfiája) címmel. 1991-óta a független Horvátországhoz tartozik. 2001-ben közel 800,  2011-ben már 1200 lakosa volt. A gazdaság legfontosabb ágazata a turizmus, különösen az agroturizmus fejlődik, de lakói hagyományosan mezőgazdasággal, főként szőlőtermesztéssel és borászattal foglalkoznak. Sokan dolgoznak a közeli Rovinjban és Pólán is.

## Lakosság
| Lakosság változása | Lakosság változása | Lakosság változása | Lakosság változása | Lakosság változása | Lakosság változása | Lakosság változása | Lakosság változása | Lakosság változása | Lakosság változása | Lakosság változása | Lakosság változása | Lakosság változása | Lakosság változása | Lakosság változása | Lakosság változása |
| ------------------ | ------------------ | ------------------ | ------------------ | ------------------ | ------------------ | ------------------ | ------------------ | ------------------ | ------------------ | ------------------ | ------------------ | ------------------ | ------------------ | ------------------ | ------------------ |
| 1857               | 1869               | 1880               | 1890               | 1900               | 1910               | 1921               | 1931               | 1948               | 1953               | 1961               | 1971               | 1981               | 1991               | 2001               | 2011               |
| 490                | 499                | 578                | 692                | 740                | 837                | 841                | 899                | 726                | 662                | 663                | 593                | 590                | 649                | 767                | 1200               |

## Nevezetességei
- Remete Szent Antal tiszteletére szentelt egyhajós plébániatemploma 1593 és 1595 között épült. 1967-ben és 1981-ben renoválták. A szentély alá 9. századi oltár elválasztó korlát töredéke van beépítve. Három, márványból készített oltára van. Kis nyitott harangtornyában két harang látható. A plébánia régiségei között egy 1675-ből származó könyvet is őriznek.
- A falu legrégibb lakóháza a Pongrac család 1656-ban épített háza.
- A falutól 1 km-re található a 15. századi Havas Boldogasszony templom. Egyhajós épület, félköríves apszissal, az apszis falán régi freskók nyomaival.
- A falutól nyugatra található a 107 méter magas Turnina dombja, amelyen egy ókori eredetű vár romjai láthatók. A vár építése még a történelem előtti időkre megy vissza. Később a rómaiak, a longobárdok, majd a frankok és a bizánciak is használták. Később több birtokosa is volt, egy ideig a poreči püspök tulajdonában is állt, végül államosították. A várat kedvező fekvése miatt a II. világháború idején a partizánok megfigyelő pontként használták, ezért a németek lerombolták és ma már csak romjai láthatók. A feltárások során bizánci pénzek, fémtárgyak, nyílhegyek és régi fegyverek kerültek elő. Tőle nem messze található a 11. századi Szent Cecília templom. Egyhajós épület, félköríves apszissal.